# Gouvernement Orecharski
 (août 2023).
Si vous disposez d'ouvrages ou d'articles de référence ou si vous connaissez des sites web de qualité traitant du thème abordé ici, merci de compléter l'article en donnant les références utiles à sa vérifiabilité et en les liant à la section « Notes et références ».
République de Bulgarie
Raïkov Bliznachki
Le gouvernement Orecharski (en bulgare : Правителство на Пламен Орешарски) est le gouvernement de la république de Bulgarie entre le 29 mai 2013 et le 6 août 2014, durant la quarante-deuxième législature de l'Assemblée nationale.

## Historique
Dirigé par le nouveau Premier ministre de centre-gauche Plamen Orecharski, ce gouvernement est constitué par une coalition de centre gauche entre le Parti socialiste bulgare (BSP) et le Mouvement des droits et des libertés (DPS). Ensemble, ils disposent de 120 députés sur 240, soit 50 % des sièges de l'Assemblée nationale. Il bénéficie du soutien sans participation de l'Union nationale Attaque (ATAKA), qui compte 23 députés, soit 9,6 % des sièges de l'Assemblée.
Il est formé à la suite des élections législatives anticipées du 12 mai 2013.
Il succède donc au gouvernement transitoire de l'indépendant Marin Raïkov, formé deux mois auparavant, du fait de la démission du premier gouvernement du conservateur Boïko Borissov, afin de diriger l'État jusqu'à la tenue du scrutin.

### Formation
Au cours de ces élections, les Citoyens pour le développement européen de la Bulgarie (GERB), au pouvoir depuis juillet 2009, ne remportent qu'une majorité relative. Arrivée deuxième, la Coalition pour la Bulgarie (KZB), dominée par le BSP, ne peut compter que sur l'appui du DPS, ce qui donne l'exacte moitié des sièges au centre gauche. Cependant, le président d'ATAKA Volen Siderov indique que son parti d'extrême droite ne soutiendra pas un nouveau mandat de Borissov. En conséquence, les députés nationalistes s'abstiennent lors de l'investiture d'Orecharski, ce qui lui assure la majorité.

### Succession
À la suite des mauvais résultats enregistrés par les partis de la majorité aux élections européennes du 25 mai 2014, ATAKA, puis le DPS et enfin le BSP retirent leur appui à Orecharski. Après avoir mené des consultations, le président de la République Rossen Plevneliev annonce le 27 juin que des élections législatives anticipées auront lieu en octobre. Le Premier ministre, contesté dans la rue depuis le mois de juin 2013 pour une nomination très controversée à la tête du contre-espionnage, remet finalement sa démission le 24 juillet 2014.
Treize jours plus tard, après qu'aucun groupe parlementaire n'a accepté de former un nouveau gouvernement, le chef de l'État nomme le juriste Gueorgui Bliznachki Premier ministre et ce dernier forme un gouvernement transitoire jusqu'au scrutin. Orecharski est alors le seul chef de l'exécutif à avoir succédé et été remplacé par un chef de l'exécutif provisoire.

## Composition

### Initiale (29 mai 2013)
| Fonction                                                                         | Titulaire | Titulaire           | Parti |
| -------------------------------------------------------------------------------- | --------- | ------------------- | ----- |
| Premier ministre                                                                 |           | Plamen Orecharski   | Sans  |
| Vice-Premier ministre Ministre de la Justice                                     |           | Zinaida Zlatanova   | BSP   |
| Ministre des Affaires étrangères                                                 |           | Kristian Viguenin   | BSP   |
| Ministre de l'Intérieur                                                          |           | Tsvetlin Yovchev    | BSP   |
| Ministre de l'Éducation et de la Science                                         |           | Anelia Klissarova   | BSP   |
| Ministre des Finances                                                            |           | Petar Tchobanov     | BSP   |
| Ministre de la Défense                                                           |           | Anguel Naïdenov     | BSP   |
| Ministre de l'Économie et de l'Énergie                                           |           | Dragomir Stoïnev    | BSP   |
| Ministre du Travail et de la Politique sociale                                   |           | Hassan Ademov       | DPS   |
| Ministre de l'Agriculture et de l'Alimentation                                   |           | Dimitar Grekov      | BSP   |
| Ministre du Développement régional                                               |           | Dessislava Terzieva | BSP   |
| Ministre des Transports, des Technologies de l'information et des Communications |           | Danaïl Papazov      | BSP   |
| Ministre de l'Environnement et des Eaux                                          |           | Iskra Mihaïlova     | DPS   |
| Ministre de la Santé                                                             |           | Tanya Andreeva      | BSP   |
| Ministre de la Culture                                                           |           | Petar Stoyanovich   | BSP   |
| Ministre de la Jeunesse et des Sports                                            |           | Mariana Gueorguieva | DPS   |
| Ministre des Projets d'investissement                                            |           | Ivan Danov          | BSP   |

### Remaniement du27 juin 2013
- Les nouveaux ministres sont indiqués en gras, ceux ayant changé d'attributions en italique.

| Fonction                                                                         | Titulaire | Titulaire                                                  | Parti |
| -------------------------------------------------------------------------------- | --------- | ---------------------------------------------------------- | ----- |
| Premier ministre                                                                 |           | Plamen Orecharski                                          | Sans  |
| Vice-Premier ministre Ministre de la Justice                                     |           | Zinaida Zlatanova                                          | BSP   |
| Vice-Premier ministre Ministre de l'Intérieur                                    |           | Tsvetlin Yovchev                                           | BSP   |
| Vice-Premier ministre (Chargée du Développement économique)                      |           | Daniela Bobeva                                             | Sans  |
| Ministre des Affaires étrangères                                                 |           | Kristian Viguenin                                          | BSP   |
| Ministre de l'Éducation et de la Science                                         |           | Anelia Klissarova                                          | BSP   |
| Ministre des Finances                                                            |           | Petar Tchobanov                                            | BSP   |
| Ministre de la Défense                                                           |           | Anguel Naïdenov                                            | BSP   |
| Ministre de l'Économie et de l'Énergie                                           |           | Dragomir Stoïnev                                           | BSP   |
| Ministre du Travail et de la Politique sociale                                   |           | Hassan Ademov                                              | DPS   |
| Ministre de l'Agriculture et de l'Alimentation                                   |           | Dimitar Grekov                                             | BSP   |
| Ministre du Développement régional                                               |           | Dessislava Terzieva                                        | BSP   |
| Ministre des Transports, des Technologies de l'information et des Communications |           | Danaïl Papazov                                             | BSP   |
| Ministre de l'Environnement et des Eaux                                          |           | Iskra Mihaïlova (jusqu'au 19/06/2014) Stanislav Anastassov | DPS   |
| Ministre de la Santé                                                             |           | Tanya Andreeva                                             | BSP   |
| Ministre de la Culture                                                           |           | Petar Stoyanovich                                          | BSP   |
| Ministre de la Jeunesse et des Sports                                            |           | Mariana Gueorguieva                                        | DPS   |
| Ministre des Projets d'investissement                                            |           | Ivan Danov                                                 | BSP   |